# 大沢岳
大沢岳（おおさわだけ）は、長野県飯田市と静岡県静岡市葵区にまたがる赤石山脈（南アルプス）南部の標高2,820 mの山。日本で55番目に高い山。山域の上部は南アルプス国立公園の特別保護地区、西面などの中腹はその特別地域の指定を受けている。山名は天竜川水系遠山川の北又沢の支流「大沢」の源頭部の山であることに由来する。上部は高山帯でハイマツが分布し、ライチョウが生息する。周辺の山域では、ニホンジカなどによる植物の食害が確認されている。

## 登山
登路は長野県側からの大沢渡からのコースと南アルプス縦走路の登山道が開設されている。北又沢から大沢渡山荘に至る登山道が開設されていたが、廃道となっている。

### 大沢渡からのコース
大沢渡からのコースはしらびそ峠が起点であり、その詳細な経路を以下に示す。
- しらびそ峠 - 林道 - 大沢渡下降点 - 北又沢渡渉点 - 大沢渡山荘 - 林道跡合流点 - 唐松山（小広場） - 唐松峠 - 大沢岳

北又沢渡渉点には、荷物渡しのための篭が設置されていて、唐松峠の上部ではダケカンバなどが自生している。本コースでは放散虫化石が産出されている。

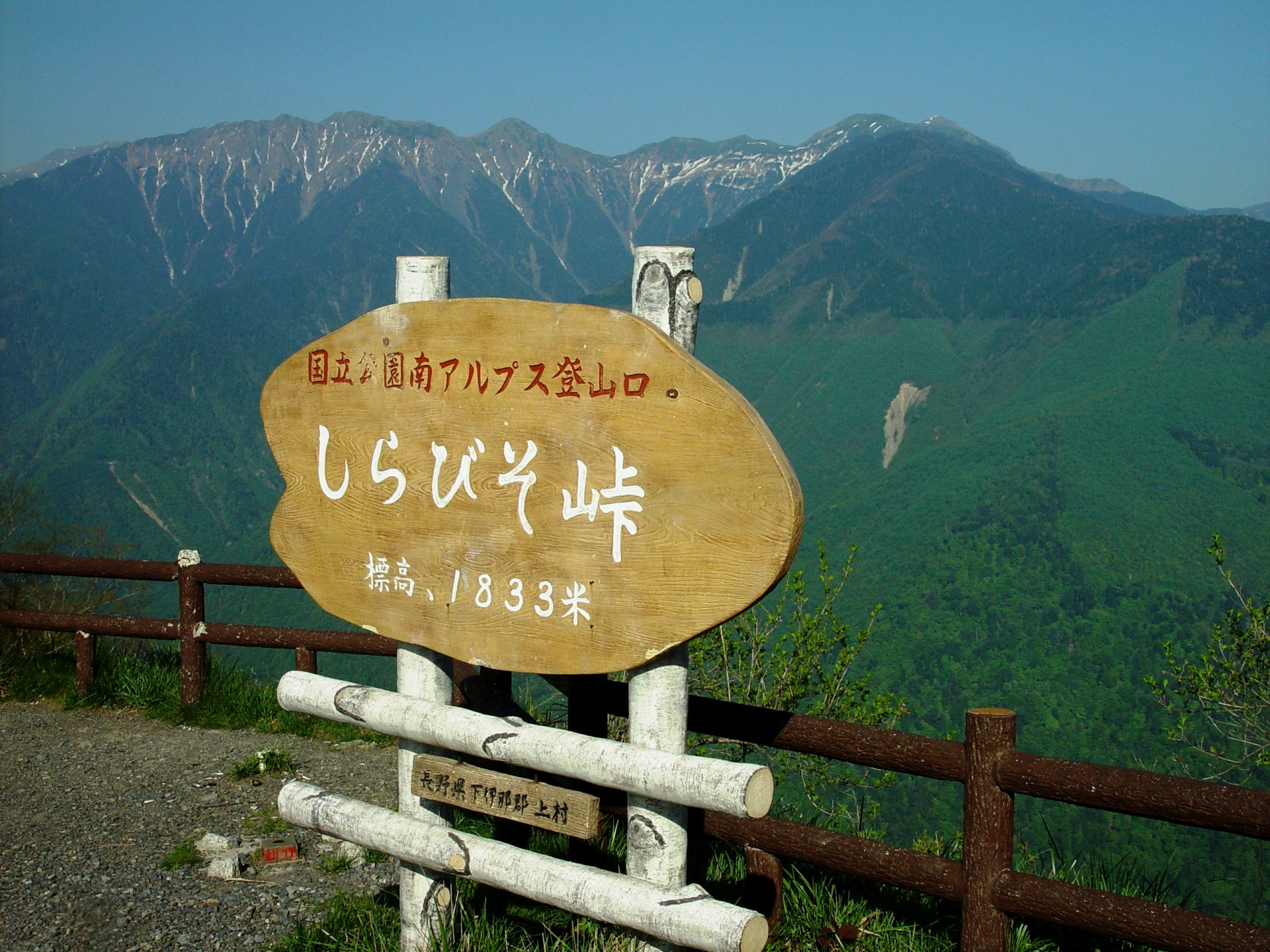
登山口のしらびそ峠から望む南アルプスの山並み
左から大沢岳-中盛丸山-兎岳-聖岳

### 南アルプス縦走路
赤石岳や聖岳を登頂する南アルプス縦走時に、登られることが多い。百間洞山の家から東斜面を巻く登山道もあるため、縦走の際に登頂されることなく、通過されてしまうこともある。赤石岳への登路は、赤石岳の登山を参照。聖岳への登路は、聖岳の登山を参照。

### 周辺の山小屋
登山口や稜線上には、山小屋とキャンプ指定地がある。登山シーズン中の一部の期間に有人の営業を行っている。山頂直下東北東0.7 kmに静岡市の百間洞山の家があり、キャンプ指定地が併設されている。
| 名称               | 所在地                   | 標高 (m) | 大沢岳 方角と距離 (km) | 収容 人数 | キャンプ 指定地    | 備考           |
| ------------------ | ------------------------ | -------- | ---------------------- | --------- | ------------------ | -------------- |
| 大沢渡山荘         | 大沢渡に東400 m          | 1,247    | 西 4.2                 | 15        |                    | 飯田市、老朽化 |
| 赤石岳避難小屋     | 赤石岳山頂直下南         | 2,990    | 東北東 3.6             | 30        |                    | 静岡県営       |
| 百間洞山の家       | 赤石岳と大沢岳との鞍部南 | 2,430    | 東北東 0.7             | 60        | テント20張         | 静岡市営       |
| 兎岳避難小屋       | 兎岳山頂直下の東         | 2,740    | 南 2.3                 | 8         |                    | 飯田市         |
| 聖平小屋           | 聖沢源流部・聖平         | 2,260    | 南南東 5.0             | 120       | テント50張         | 静岡県営       |
| ハイランドしらびそ | しらびそ高原             | 1,918    | 西南西 8.5             | 88        | オートキャンプ施設 | 公共の宿泊施設 |

## 地理

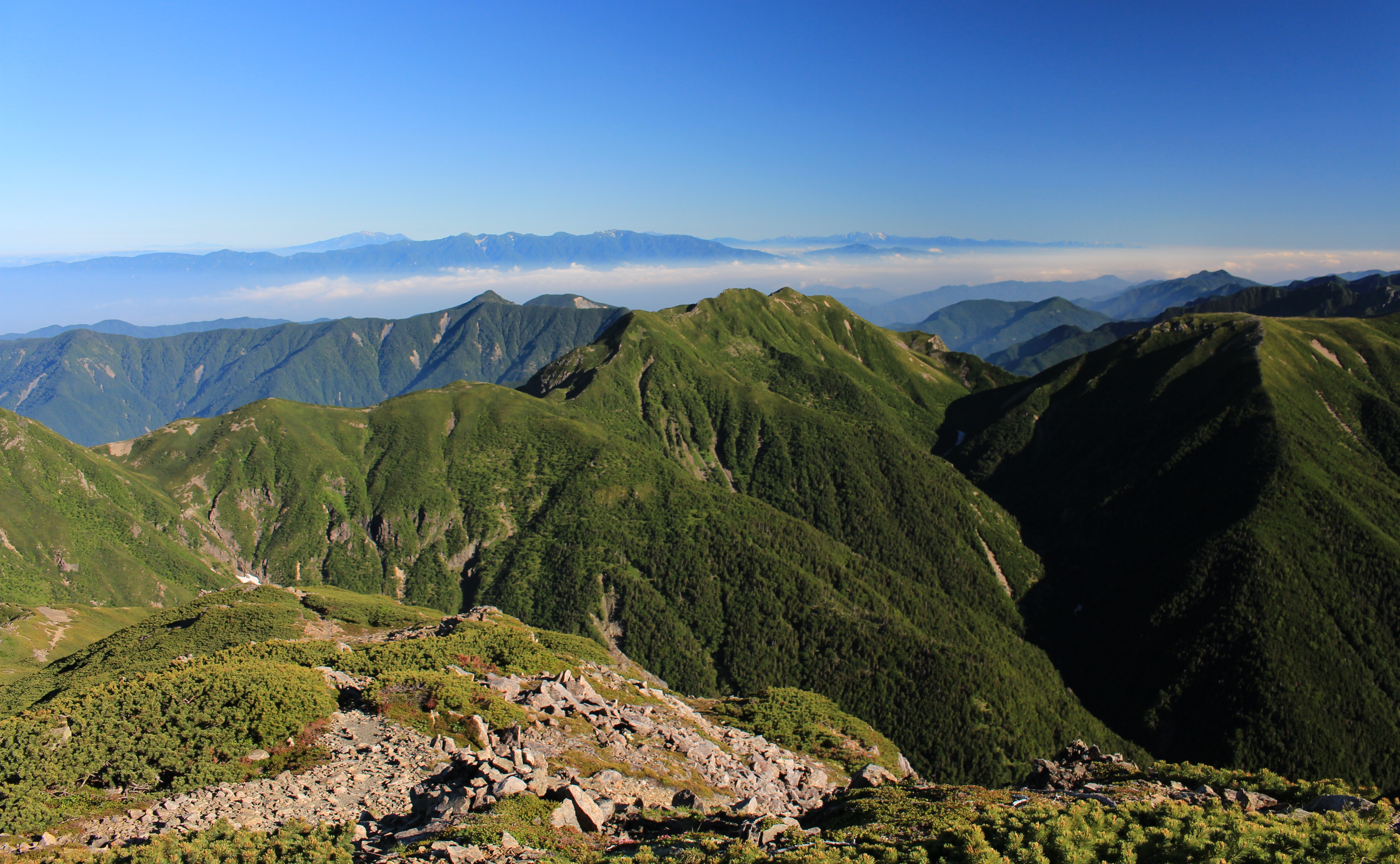
東方の聖岳から望む大沢岳周辺の山並み
手前に小兎岳、中盛丸山（左奥に奥茶臼山）、大沢岳、その背後に中央アルプス（その最奥に御嶽山）と北アルプス

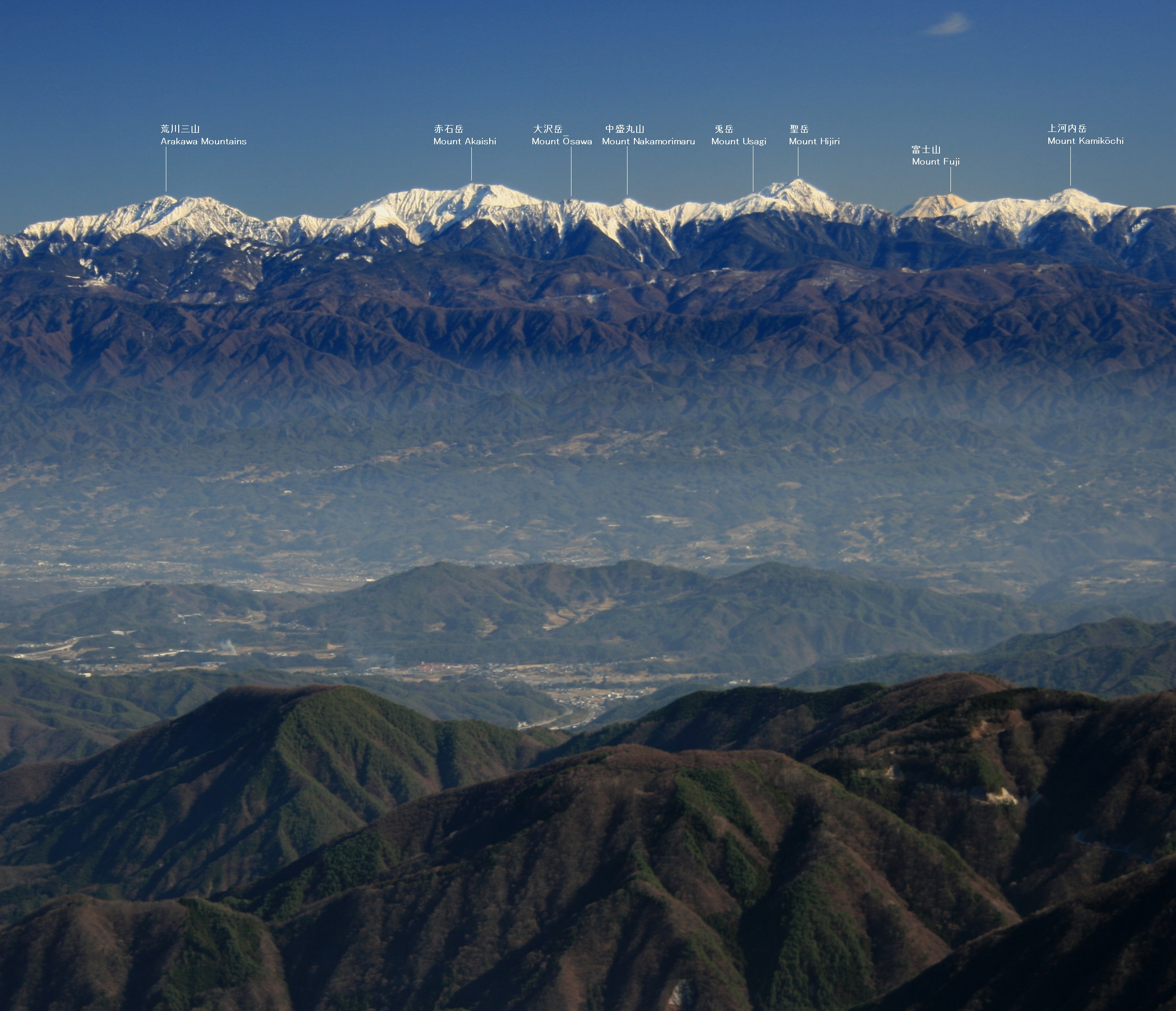
西方の木曽山脈（中央アルプス）の恵那山から望む大沢岳周辺の山並み（左から荒川岳、赤石岳、大沢岳、中盛丸山、兎岳、聖岳、上河内岳）と富士山（聖岳と上河内岳との間の稜線越し）

山頂には三等三角点（点名「大沢岳」）が設置されていて、その北側には、標高点2,814 mと2,772 mの小ピークがある。西側には顕著な尾根が延び、北側から北西の奥茶臼山方面に尾根が延びる。西面の長野県側は崩壊が激しく、深ヶ源頭までガレが垂直に落下している。

### 周辺の山
赤石山脈の主稜線上の赤石岳と中盛丸山との間にある。
| 山容                                                                                                  | 山名     | 標高 (m) | 三角点等級 基準点名            | 大沢岳からの 方角と距離 (km) | 備考         |
| --- | -------- | -------- | ------------------------------ | ---------------------------- | ------------ |
| 聖岳から望む奥茶臼山、右奥に前茶臼山（2014年7月26日）                                                 | 奥茶臼山 | 2,474.42 | 二等 「奥茶臼山」              | 北西 6.1                     | 日本三百名山 |
| 兎岳 から望む赤石岳（1994年7月29日）                                                                  | 赤石岳   | 3,120.53 | 一等 「赤石岳」                | 東北東 3.6                   | 日本百名山   |
| 聖岳から望む、中盛丸山（左奥に前茶臼山）、大沢山、その背後に中央アルプスと北アルプス（2014年7月26日） | 大沢岳   | 2,819.84 | 三等 「大沢岳」                | 0                            |              |
| 岳から望む小兎岳、中盛丸山（左奥に奥茶臼山と前茶臼山）、大沢山（2014年7月26日）                       | 中盛丸山 | 2,807    |                                | 南南東 0.7                   |              |
| 小兎岳から望む兎岳（1994年7月29日）                                                                   | 兎岳     | 2,818    | （三等）「兎岳」 （2799.80 m） | 南 2.3                       | 兎岳避難小屋 |
| 兎岳から望む聖岳（1994年7月30日）                                                                     | 聖岳     | 3,013    |                                | 南南東 3.4                   | 日本百名山   |

### 周辺の峠
- 唐松峠 - 大沢岳と唐松山との鞍部、標高約2,030 m、山頂の1.9 km西に位置する。
- しらびそ峠 - 尾高山と御池山との鞍部、標高1,833 m、山頂の8.2 km西に位置する。南アルプスの山並みを望む展望台となっている。南南西0.5 kmの高台には、ハイランドしらびそがある。
- 大聖寺平 - 小赤石岳と荒川前岳との鞍部、標高約2,715 m、山頂の4.6 km北東に位置する。

### 源流の河川
天竜川水系および大井川水系の以下の河川の源流となる山で、太平洋へと流れる。天竜川水系の遠山川北又沢の支流の大沢の源頭部の山である。
- 深ヶ沢、大沢 - 天竜川水系の遠山川北又沢の支流
- キタ沢、福川 - 天竜川水系の小渋川の支流
- 百間洞 - 大井川水系の赤石沢の南沢の支流、入山のための登山口となる大井川の畑薙第一ダムの北西15 kmに位置する。その源流部付近に、百間洞山の家がある。

### 交通・アクセス
唐松峠下部の西面には、シラビソ峠からの林道が敷設されていた。
- JR東海飯田線飯田駅の東南東28 kmに位置し[3]、大井川鐵道井川線井川駅の北北西28kmに位置する。
- 中央自動車道飯田インターチェンジの東30 kmに位置し、新東名高速道路静岡SAスマートインターチェンジの北北西55 kmに位置する。

## 大沢岳の風景と展望

### 大沢岳の風景

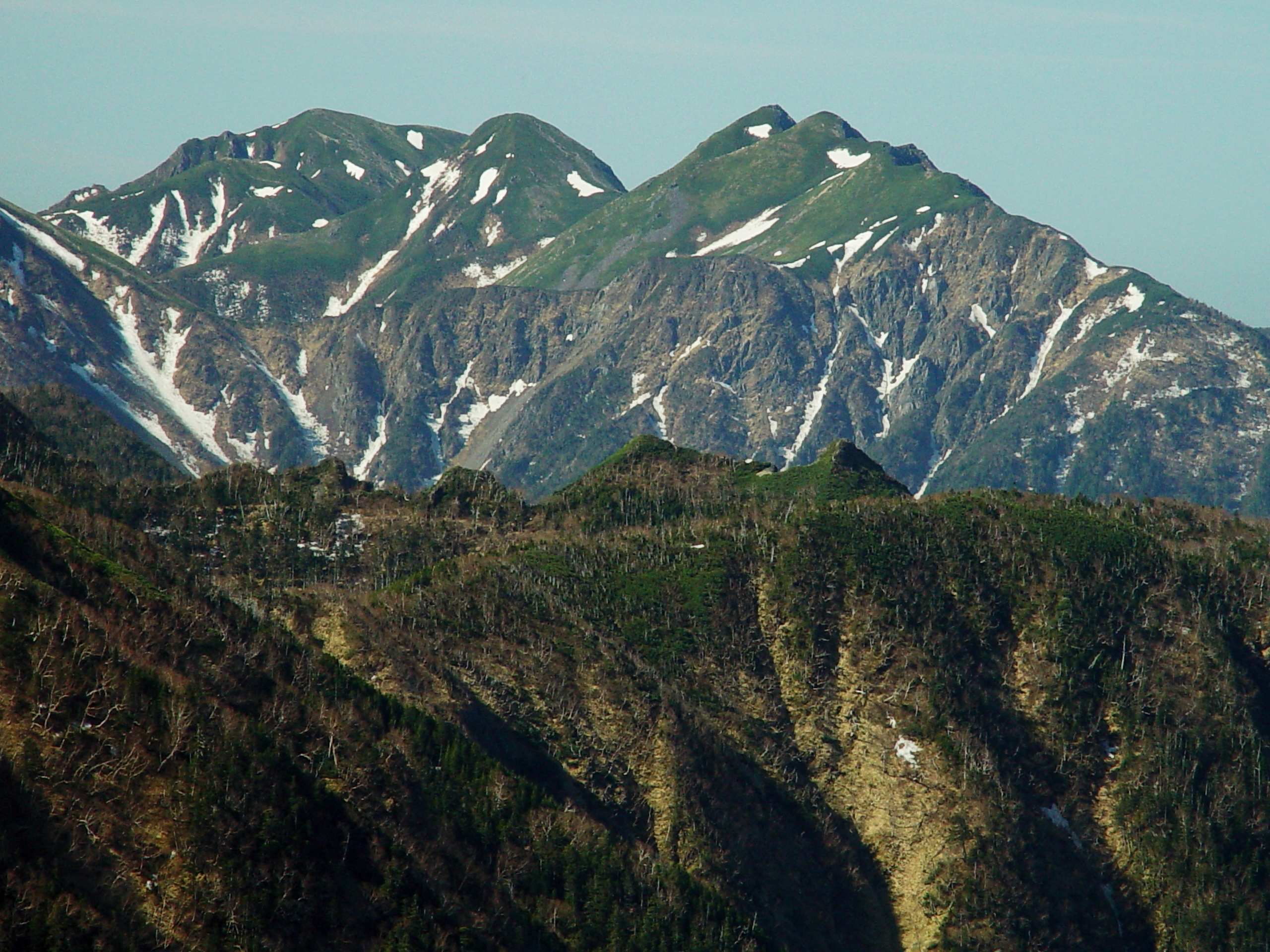
小河内岳から望む兎岳、中盛丸山、大沢岳 （2002年6月7日）
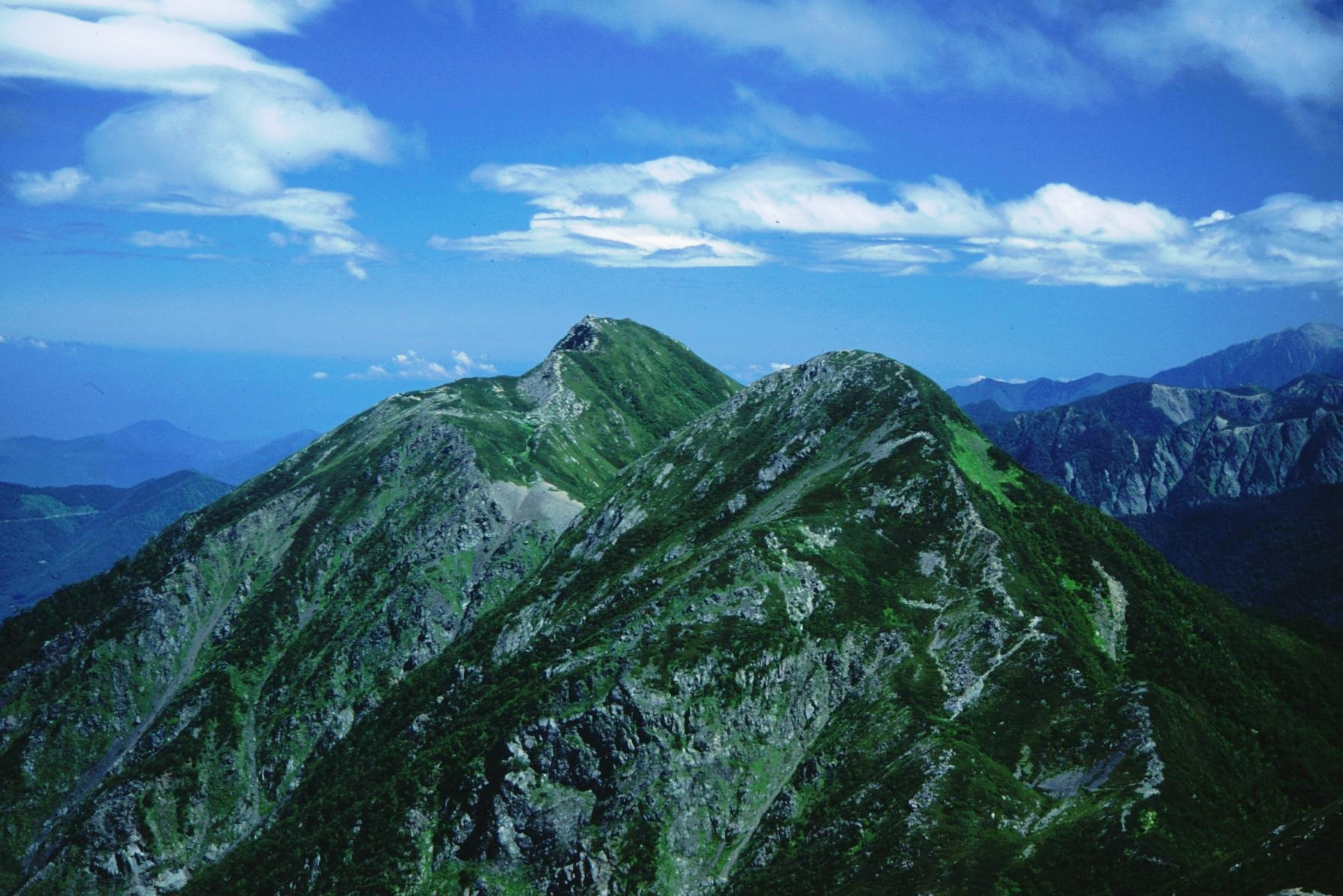
兎岳から望む中盛丸山と大沢岳 （1994年7月30日）
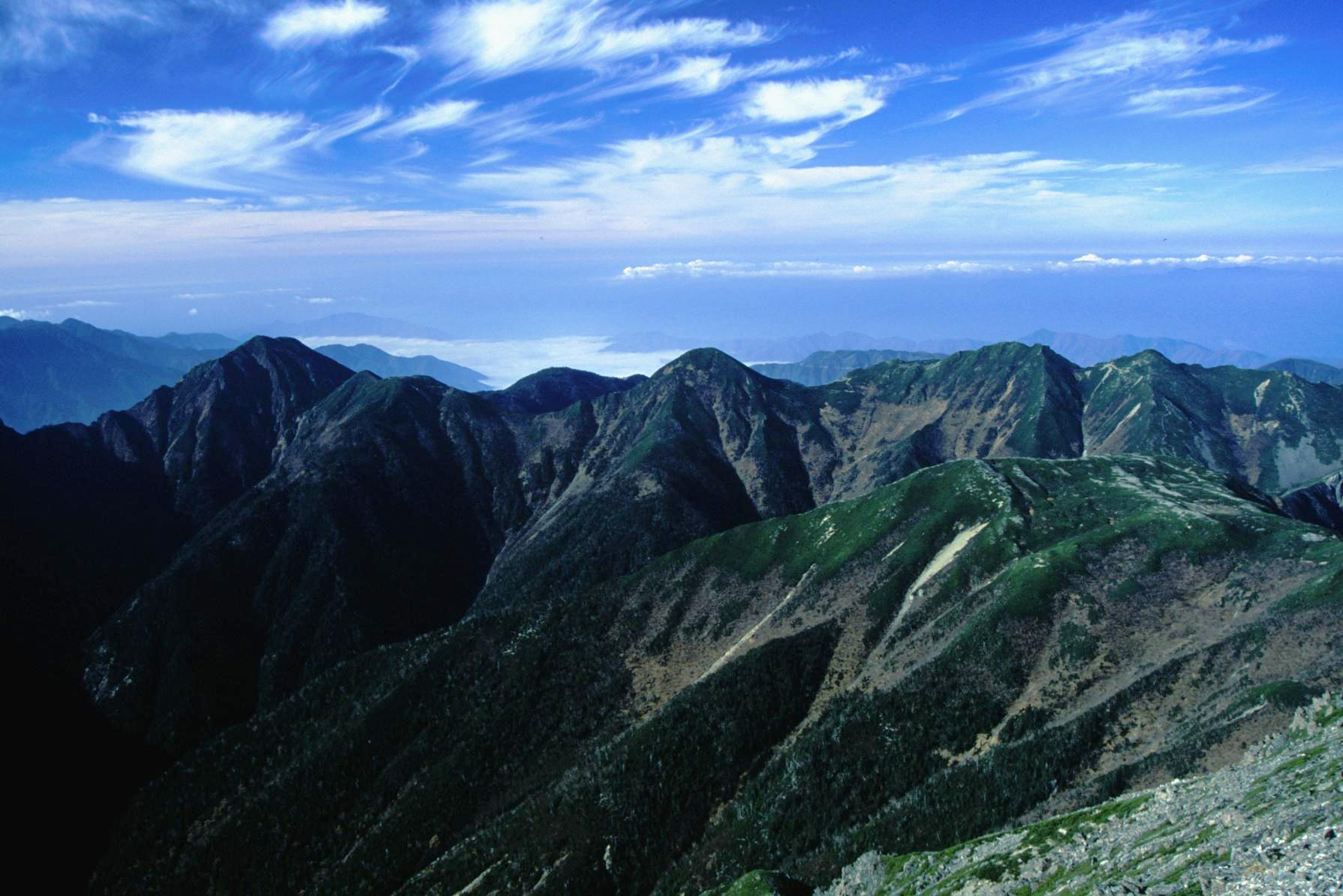
赤石岳から望む兎岳、小兎岳、中盛丸山、大沢岳 （2000年10月21日）
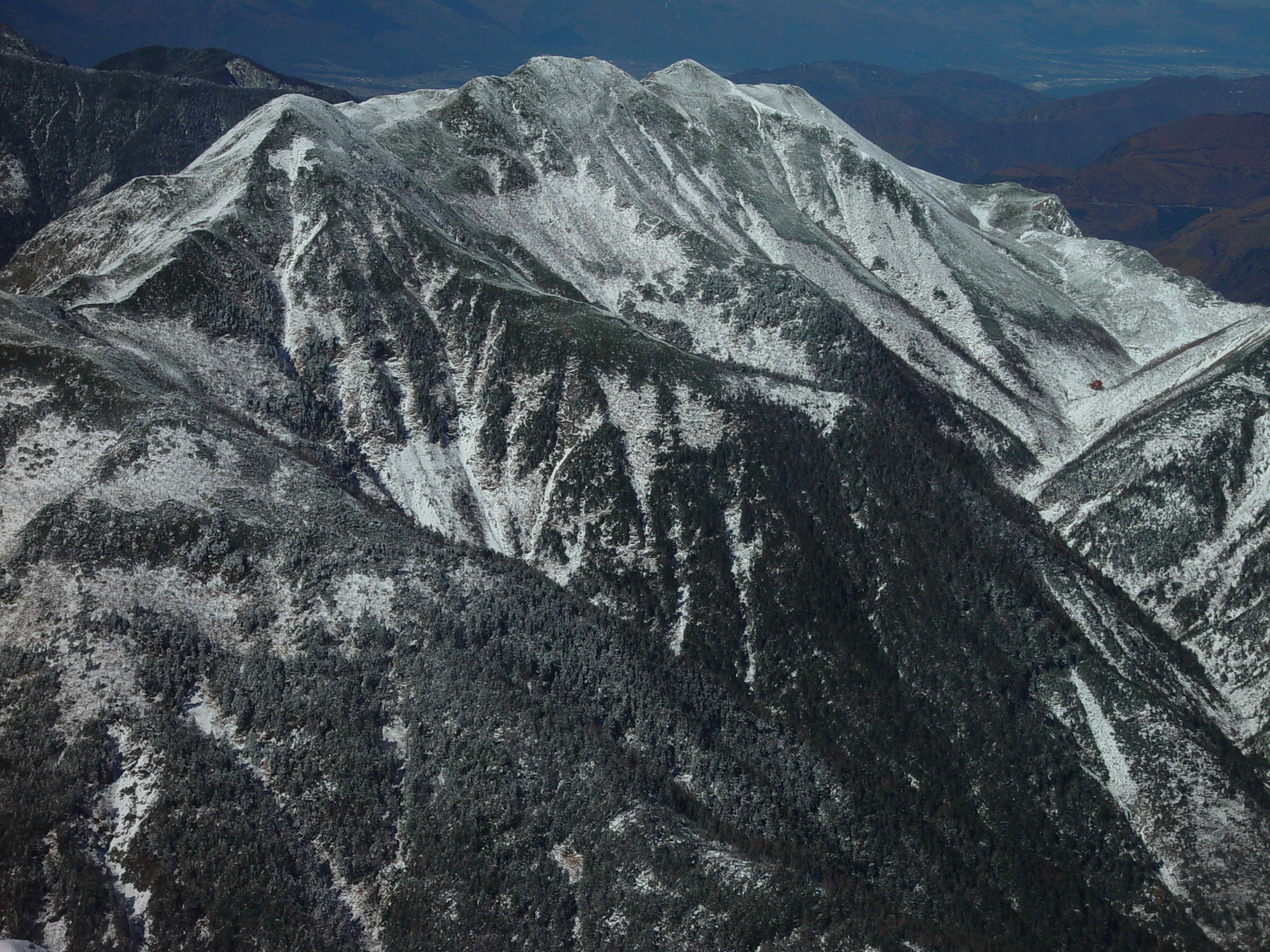
聖岳から望む中盛丸山と大沢岳 （2002年11月6日）

### 大沢岳からの展望

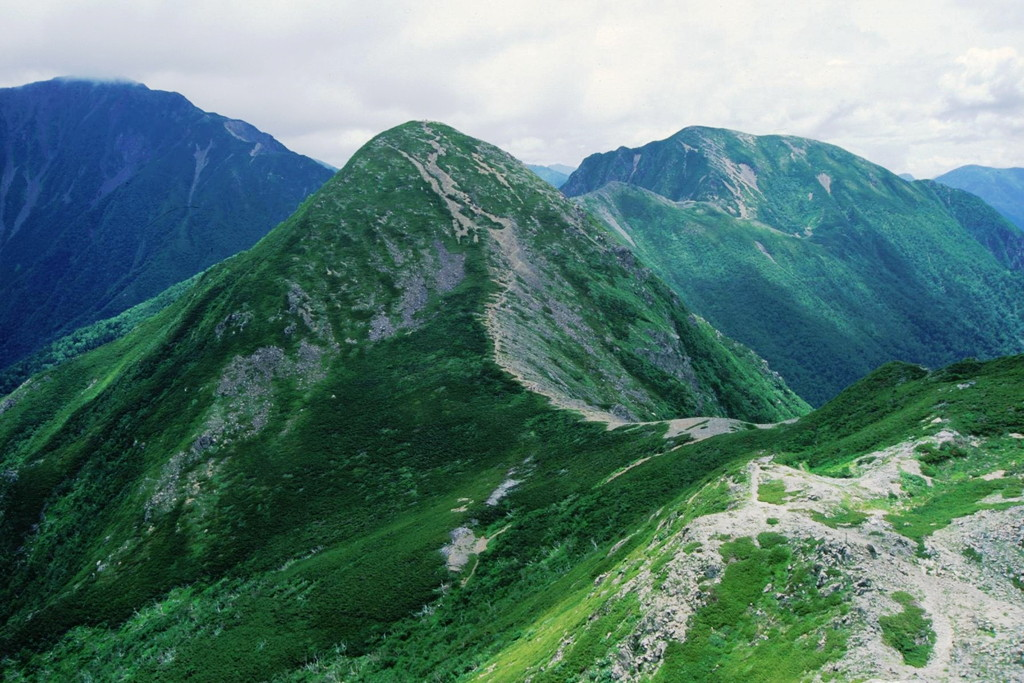
大沢岳から望む中盛丸山と兎岳、左奥に聖岳 （1994年7月29日）